# Wadi Khnezir
O Wadi Khnezir é um afluente do rio Khabur, no nordeste da Síria.